# Згужинське
Згужинське (пол. Zgórzyńskie) — село в Польщі, у гміні Вонвольниця Пулавського повіту Люблінського воєводства.
Населення — 63 особи (2011).

## Демографія
Демографічна структура станом на 31 березня 2011 року:
|          | Загалом | Допрацездатний вік | Працездатний вік | Постпрацездатний вік |
| -------- | ------- | ------------------ | ---------------- | -------------------- |
| Чоловіки | 35      | 4                  | 27               | 4                    |
| Жінки    | 28      | 3                  | 14               | 11                   |
| Разом    | 63      | 7                  | 41               | 15                   |